# Эш, Клавдий
Клавдий Эш (1792—1854) — английский ювелир и зубной техник.

## Личная жизнь
Второй сын Сарджента Эша (1754—1820) и Лидии Эш, урожденной Смит, Клавдий Эш родился в Бетнал-Грин, Лондон, 2 марта 1792 года. Он женился на Саре Батлер 11 марта 1813 года и имел восемь детей, четверо из которых, наряду с другими членами семьи Эш и их потомками, занимались производством зубных протезов или практиковали в качестве хирургов-стоматологов. Семья Клавдия Эша была членом католической апостольской церкви (ирвингиты). Он умер в Лондоне 3 ноября 1854 года.

## Работа

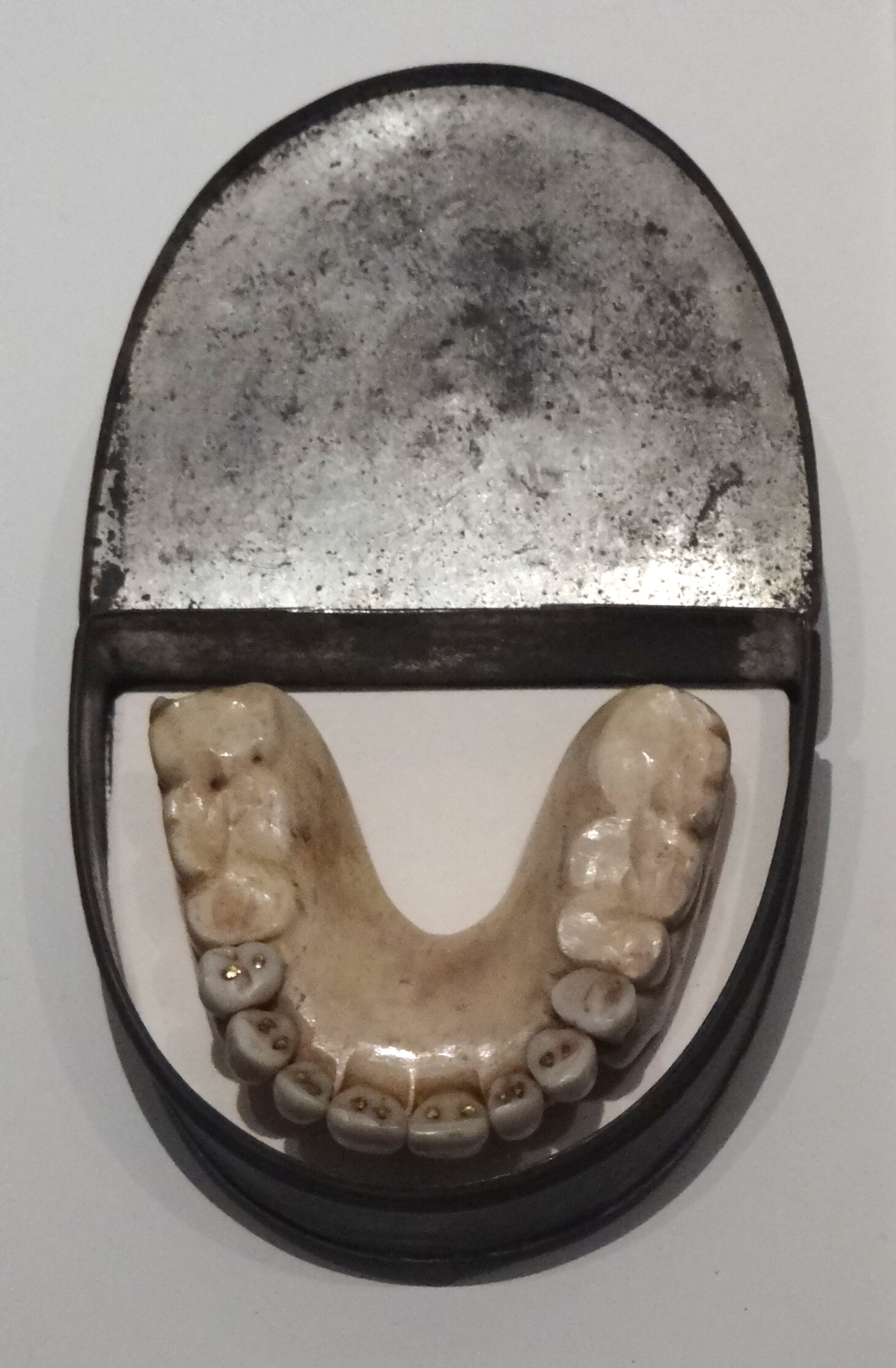
Протезы с зубами Ватерлоо

Клавдий Эш последовал за своим отцом в профессию серебряных дел мастера и ювелира в фирме Ash & Sons, 64 St James’s Street, Westminster. Примерно в 1820 году его попросили применить свое мастерство для изготовления зубных протезов . До этого времени большинство вставных зубов были изготовлены из гиппопотамовой или моржовой кости, которые были склонны к обесцвечиванию, или из человеческих зубов, извлеченных из трупов, включая жертв на поле боя (так называемые «зубы Ватерлоо»). Зубы Эша, изготовленные из фарфора, установленного на золотых пластинах, с золотыми пружинами и вертлюгами, считались превосходными как в эстетическом, так и в функциональном отношении и положили начало его новому предприятию как ведущему британскому производителю зубных протезов и зубных инструментов. Первоначально базирующийся на Брод-стрит (ныне Бродвик-стрит) в Лондоне, бизнес быстро расширялся, и к середине XIX века зубные протезы и стоматологическое оборудование Клавдия Эша доминировали на европейском рынке. «Клавдий Эш и Сыновья» стала международной компанией, которая в 1924 году объединилась с «Де Трей и Компания», чтобы сформировать Объединённую стоматологическую компанию; теперь это подразделение Plandent Limited.